# Qualsevol nit pot sortir el sol
Qualsevol nit pot sortir el sol és una cançó composta, escrita i interpretada per Jaume Sisa, publicada en l'àlbum homònim de 1975. Va tenir un èxit immediat en el moment mateix que es va publicar i amb el pas del temps n'ha crescut la popularitat tot traspassant generacions fins que s'ha convertit en un clàssic de la música catalana.
La censura va contribuir també a l'èxit de la cançó. En el festival Canet Rock de l'any 1975, l'actuació de Sisa va ser prohibida per part del govern civil. Els organitzadors van fer sonar Qualsevol nit pot sortir el sol pels altaveus amb només un sol focus que il·luminava un micròfon amb l'escenari buit. El públic, que esperava l'actuació de Sisa, va cantar a l'uníson la cançó.
Anys més tard, Sisa mateix explicaria que va escriure-la amb poca consciència del que estava fent: «per mi era una cançó, però amb el temps s’ha convertit en una mena d'himne intergeneracional, i jo en soc el primer sorprès». Va ser Rafael Moll, productor del disc i amic de l'artista, qui durant les sessions de gravació va adonar-se del potencial que tenia. Va suggerir-ne el tractament sonor sobri amb acompanyament només amb el piano de Jordi Vilaprinyó i el violí de Xavier Riba, i va proposar que fos el senzill promocional i el títol del disc sencer.
L'any 2009 es va publicar Qualsevol nit pot sortir el sol (Satelite K), un llibre il·lustrat que contenia un CD amb la cançó.
El 2010, va ser una de les catorze cançons escollides pel programa No me la puc treure del cap de Televisió de Catalunya.
El novembre de 2023, Televisió de Catalunya va llançar una campanya publicitària per anunciar la nova OTT 3Cat, basada en la música i el contingut d'aquesta cançó. El lema de la campanya era "Benvinguts, passeu, passeu", en una clara al·lusió a la tornada, i la música de l'espot era una versió moderna de Qualsevol nit pot sortir el sol, produïda per Alizz i interpretada a la veu per Rita Payés.
El gener de 2025 la cançó va protagonitzar un dels capítols de la segona temporada del programa de 3Cat Això no és una cançó, presentat per Ramon Gener, en què se'n van analitzar els principals paràmetres musicals, textuals i contextuals. El mes següent, en un article al diari El País en motiu del 50è aniversari de la publicació, Gillem Gisbert va escriure que "Qualsevol nit pot sortir el sol’ és un name dropping trepidant, un artefacte amb línia directa amb la infantesa perduda, una celebració de la cultura popular, un himne anarquista que amaga la munició sota una disfressa amabilíssima, però, sobretot, és una cançó per a tots els públics".
La cançó s'ha traduït a diversos idiomes, entre els quals el castellà, l'anglès, l'àrab i el japonès.

## Forma
Està composta en tonalitat de Do Major i, en la gravació original, sona amb un arranjament instrumental en què, a part de la veu i els cors, només hi apareix un piano (gravat amb doble pista) i un violí.
Té una estructura harmònica de quatre estrofes dobles (amb dues meitats idèntiques entre si), seguides d'una tornada seguida al seu torn d'un solo, que fa d'enllaç amb l'estrofa següent. Aquest solo té una melodia que es repeteix la primera vegada interpretada només pel piano que la fa a octaves amb la mà dreta, a la segona s'hi suma el violí i a la tercera s'hi suma una pista de soroll ambient de festa. L'última tornada, la quarta, té la mateixa melodia que les altres tres, però una lletra diferent i s'acaba sense solo.
La lletra de la cançó evoca un convit a una festa en què van apareixent personatges de ficció sortits del TBO, del Patufet, de la ràdio, del cine, de la novel·la o de les llegendes populars, i que la majoria són referències culturals de la Barcelona de postguerra i de la joventut de l'artista. Els personatges apareixen enumerats en les estrofes, i a la tornada es repeteix la forma clàssica de convit: “Oh, benvinguts! Passeu, passeu…”.
Les quatre estrofes que té permeten una primera lectura aparentment infantil. Així i tot, i sobretot en la tornada, el text conté l'essència de les vivències i actituds de la Barcelona underground dels 70, influïda pels moviments àcrates i hippies, i per la fi del franquisme, que Sisa va saber descriure i retratar. Aquestes van ser, probablement, algunes de les claus de l'èxit i l'atractiu que va tenir la cançó en el moment que es va publicar: “casa meva és casa vostra si és que hi ha cases d'algú”, “els convidats van arribant i van omplint tota la casa de colors i de perfums”, “de les tristors en farem fum”, etc. Pel contingut oníric i fantàstic, i per la gran quantitat de personatges infantils que enumera, també ha estat vista com una evocació nostàlgica de la infantesa perduda, i com un gran cant a l'esperança i a l'amistat: “… només hi faltes tu… també pots venir si vols…”.

## Personatges citats
- Blancaneus
- Polzet
- Els tres porquets
- Snoopy i el seu ocell
- Sinbad el marí, personatge de Les mil i una nits
- Ali-babà, personatge d'Alí Babà i els quaranta lladres
- El protagonista de Els Viatges de Gulliver
- Jaimito
- Doña Urraca
- Carpanta
- Barbablava
- Frankenstein
- Home llop
- Dràcula
- Tarzan i la mona Cheeta
- Peter Pan
- Marieta de l'ull viu
- Reis Mags d'Orient
- Pare Noel
- Ànec Donald
- Pascual
- Superman
- King Kong
- Astèrix
- Taxi Key
- Roberto Alcázar y Pedrín
- l'home del sac
- Patufet
- Charlie Chaplin
- Obèlix
- Pinotxo
- La Monyos
- La familia Ulises
- Capitán Trueno
- La Ventafocs
- Tom i Jerry
- La Bruixa Calixta
- Bambi
- Moby Dick
- Elisabet de Baviera (emperadriu d'Àustria) (Sissi)
- Mortadel·lo i Filemó
- Charlie Brown
- Guillem Tell
- La caputxeta vermella i el llop ferotge
- El caganer
- Cocoliso i Popeye

## Versions
Alguns dels altres artistes que han versionat aquesta cançó:
| Intèrpret / artista                | Treball on està inclosa la versió        | Any  |
| ---------------------------------- | ---------------------------------------- | ---- |
| Jaume Sisa                         | Qualsevol nit pot sortir el sol          | 1975 |
| Joaquín Sabina                     | Cualquier noche puede salir el sol       | 1980 |
| Sausalito                          | Cualquier noche puede salir el sol       | 1981 |
| Los Manolos                        | Dulce Veneno                             | 1992 |
| Tralla                             | Cançons de ronda                         | 1995 |
| Manel Camp                         | Cançó 2                                  | 1999 |
| Santi Vendrell                     | Concert acústic                          | 2001 |
| Albert Pla                         | Anem al llit?                            | 2002 |
| Jaume Sisa                         | Bola voladora                            | 2002 |
| Polifònica de Puig-Reig            | País de cançons                          | 2003 |
| Jaume Sisa                         | Al Zeleste 1975                          | 2005 |
| Sabor de Gracia / La Troba Kung-Fú | La Cançó amb rumbe                       | 2006 |
| Novo                               | Aire Lounge                              | 2006 |
| Alta Veu                           | Els nostres cantautors                   | 2006 |
| S'Arrual Jazz Mort                 | S'Arrual Jazz Mort                       | 2007 |
| Orquestra Alternativa              | Des de la Reserva                        | 2008 |
| La Pataqueta                       | La Pataqueta Pop                         | 2008 |
| Dàmaris Gelabert                   | Cançons populars i noves                 | 2010 |
| Albert Montoliu                    | Celler de cançons                        | 2010 |
| Jaume Sisa                         | Extra                                    | 2013 |
| Haldoor Mar                        | Winds (en anglès)                        | 2014 |
| Lídya i Xavier                     | Tal com sona                             | 2015 |
| Macaco                             | Disc de la Marató                        | 2015 |
| Neus Mar i Emilio Sánchez          | Memòries d'un país                       | 2016 |
| Love of Lesbian                    | Nouvelle Cuisine Canibal, Vol.II         | 2017 |
| Dies diferents / Julen             | 10 anys d'alegria                        | 2019 |
| La Principal de la Bisbal          | Serenata.cat vol.1                       | 2019 |
| Els Norman Bates                   | Que només els petons ens tapin la boca   | 2020 |
| Cisket Creus                       | Ara és el temps                          | 2020 |
| Tom Figueroa                       | Eufòria (single)                         | 2023 |
| Quartet Mèlt                       | Qualsevol nit pot sortir el sol (single) | 2023 |
| Alizz / Rita Payés                 | Single promocional 3cat                  | 2023 |